# Borsoniidae
Borsoniidae (лат.) — семейство мелких и средних морских и солоноватоводных брюхоногих моллюсков из группы ценогастроподы (Caenogastropoda).
В 2011 году Буше, Кантор и др. объединили роды из подсемейств Clathurellinae и Raphitominae (ранее они были помещены в семейство Conidae), а также роды из подсемейства Zemaciinae (в то время принадлежавшие к семейству Turridae), чтобы сформировать семейство Borsoniidae. Эта перегруппировка была основана на анатомических признаках и наборе данных молекулярных последовательностей трех фрагментов генов.

## Описание
Семейство представляет собой довольно гетерогенную группу с широким диапазоном разновидностей и свойств. Раковины среднего и крупного размера имеют веретенообразную или биконическую форму. Их размер варьирует в широких пределах (от 5 мм до 80 мм). Раковина может быть продольно груборебристой, но осевые ребра иногда отсутствуют. Гладкая колумелла имеет сильную (от одной до трех складок) или отсутствующую складчатость посередине. Эта складчатость варьирует в пределах рода. У представителей вымершего Cordiera есть две колумеллярные косы. Устье имеет эллиптическую или овальную форму и имеет короткий или умеренно длинный (например, у Zemacies excelsa) сифональный канал и глубокий анальный синус. Передний канал имеет умеренную длину и слегка закручен влево. Тонкая наружная губа дугообразная. Рудиментарная или полностью развитая крышечка может отсутствовать у некоторых видов. Радула отсутствует у рода Zemacies.

## Роды
По данным World Register of Marine Species, на декабрь 2024 года семейство включает 30 родов:
1. Antarctospira Kantor, Harasewych & Puillandre, 2016
2. Apaturris Iredale, 1917
3. Aphanitoma Bellardi, 1875
4. Austroturris Laseron, 1954
5. Awateria Suter, 1917
6. Bathytoma G. F. Harris & Burrows, 1891
7. Belaturricula A. W. B. Powell, 1951
8. Borsonella Dall, 1908
9. Borsonia Bellardi, 1839
10. Cordieria Rouault, 1848
11. Darbya Bartsch, 1934
12. Diptychophlia S. S. Berry, 1964
13. Drilliola Locard, 1897
14. Filodrillia Hedley, 1922
15. Genota J. E. Gray, 1847
16. Glyptaesopus Pilsbry & Olsson, 1941
17. Heteroturris A. W. B. Powell, 1967
18. Maoritomella A. W. B. Powell, 1942
19. Microdrillia T. L. Casey, 1903
20. Ophiodermella Bartsch, 1944
21. Paraborsonia Pilsbry, 1922
22. Phenatoma H. J. Finlay, 1924
23. Pulsarella Laseron, 1954
24. Retidrillia J. H. McLean, 2000
25. Suavodrillia Dall, 1918
26. Tomopleura T. L. Casey, 1904
27. Tropidoturris Kilburn, 1986
28. Typhlodaphne A. W. B. Powell, 1951
29. Typhlomangelia G. O. Sars, 1878
30. Zemacies H. J. Finlay, 1926